# محمد عصمت سيف الدولة
المهندس/ محمد عصمت سيف الدولة باحث المتخصص في الشأن القومى العربي، رئيس وحركة ثوار ضد الصهيونية، وعضو الهيئة الاستشارية للرئيس محمد مرسي. استقال من الفريق الرئاسي احتجاجا على الإعلان الدستوري المكمل (نوفمبر 2012)
المهندس/ محمد عصمت سيف الدولة مؤسس حركة مصريون ضد الصهيونية، والمتخصص في الصراع العربي الصهيوني واتفاقيات كامب ديفيد، ومن أبرز المعارضين لمعاهدة السلام المصرية الإسرائيلية وما اقترن بها من تبعية مصرية للولايات المتحدة الأمريكية. شغل منصب مستشار رئيس الجمهورية للشئون العربية في الفترة من أول سبتمبر 2012 حتى 5 ديسمبر من نفس العام، واستقال بعد أحداث الاتحادية.
له العديد من المحاضرات والكتابات في العلاقات المصرية الإسرائيلية والأمريكية من أبرزها:
- مصر والمشروع الصهيوني
- الثورة ضد الكتالوج الأمريكي
- حكايتنا مع الخواجات في 5000 عام
- لن نعترف بإسرائيل
- سلام بالإكراه
- الرد على أنصار كامب ديفيد
- كامب ديفيد والسيادة المجروحة في سيناء
- كامب ديفيد والقوات الأجنبية في سيناء
- الوثيقة الصهيونية لتفتيت الأمة العربية
- يا ولدي هذا هو عدونا الصهيوني
- الاتفاقية المصرية الإسرائيلية لمراقبة غزة
- العصر الذهبي للعلاقات المصرية الإسرائيلية
- وعد بلفور أم ثورة 1919
- إخلاء سيناء مطلب إسرائيلي
- أوسلو يوم أسود في تاريخ فلسطين
- المواصفات الأمريكية لحاكم مصر الجديد
- كامب ديفيد المصدر الرئيسي للتشريع
- هي فلسطين وليست إسرائيل